# 카르타 마리나

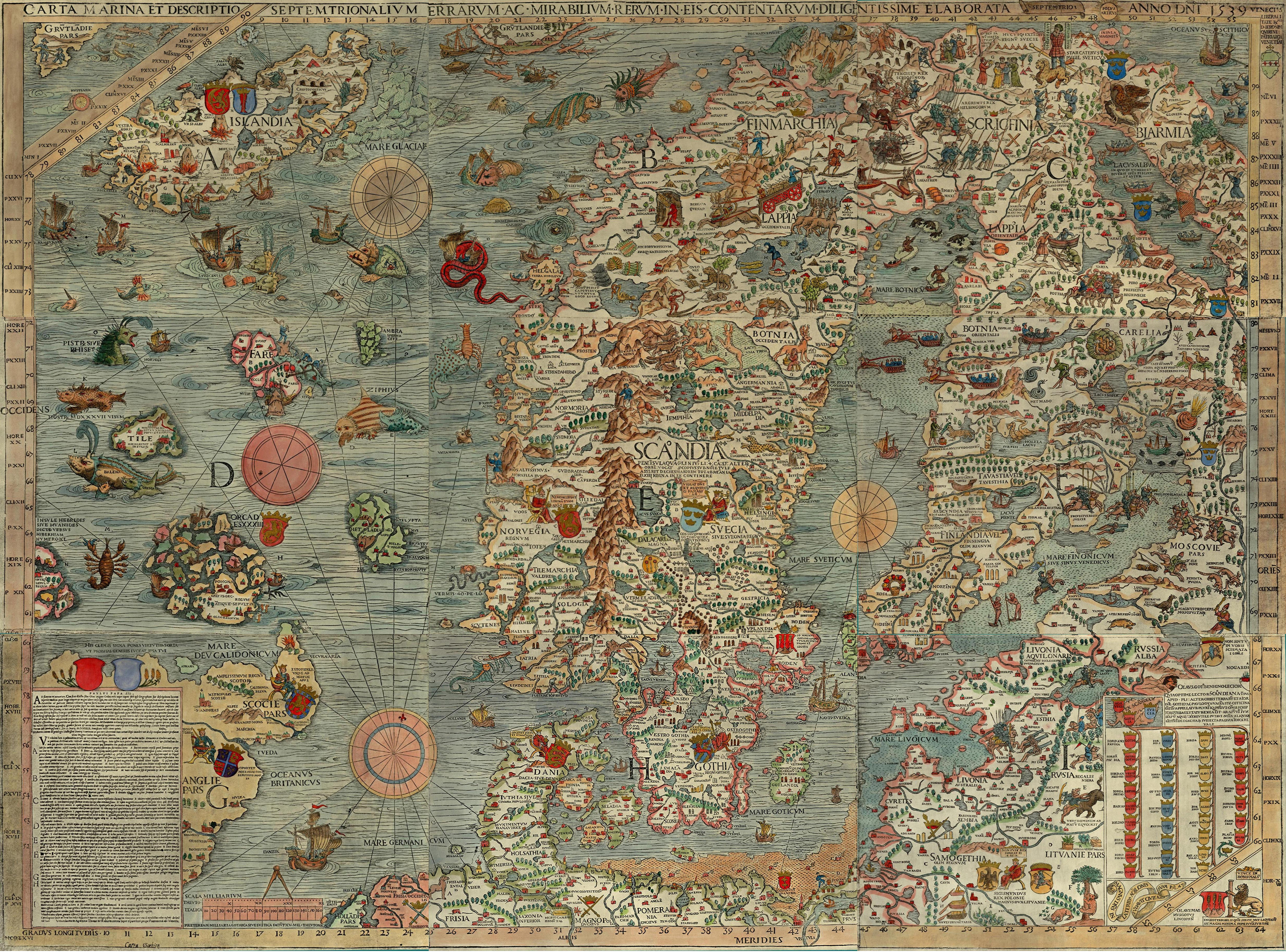
카르타 마리나

카르타 마리나(라틴어: Carta marina)는 16세기 스웨덴의 교회가 제작한 노르딕 국가의 인근 해역을 그린 해도이다. 정식 명칭은 카르타 마리나 엣 데스크립티오 셉텐트리오날리움 테라룸(Carta marina et descriptio septentrionalium terrarum, 북부 지역의 영토를 표시한 해도)이다.
스웨덴을 지도의 중앙에 배치하여 스칸디나비아반도를 표시하고 스베알란드, 예탈란드, 노르웨이, 덴마크, 아이슬란드, 핀란드, 리투아니아, 리보니아(에스토니아와 라트비아)를 표기하고 있다. 현대 지도와 비교하면 지도에 그려진 지역은 북위 55°에서 북극권까지 이어지는 북유럽이다.
지도의 크기는 너비 1.70 m, 높이 1.25 m 이고 북쪽이 위를 향하게 제작되었다. 아홉개의 목판 블럭을 사용하여 인쇄하였는데 제일 왼쪽 위에서부터 차례대로 A에서 I까지의 알파벳 문자로 식별하였다. A는 지도의 서북쪽이 되고 I는 지도의 남동쪽이 된다.

## 역사
지도는 바사 시기 스웨덴의 외교관으로 로마에 머물렀던 올라우스 마그누스가 1527년에서 1539년 사이에 제작한 것이다. 같은 시기 그의 형이었던 스웨덴 대주교 요하네스 마그누스는 구스타브 1세 바사와 종교적 문제로 갈등을 빚고 있었다. 구스타브 1세는 결국 로마 가톨릭을 버리고 종교개혁을 단행하였다. 
올라우스는 프톨레마이오스의 《지리서》를 비롯하여 당대의 야코프 지글러와 같은 천문학자의 자료들을 집대성하고 스스로의 경험과 선원들의 설명도 참고하여 지도를 제작하였다.
지도 제작에는 12년이 걸렸고 첫 번째 사본은 1539년 베니스에서 인쇄되었다. 
1555년 로마에서 올라우스가 인쇄한 사본에는 《북방 민족들의 역사》(Historia de gentibus septentrionalibus )가 첨부되었고, 올라무스는 이 기록을 이탈리아어 (1565년)와 독일어(1567년)로 번역하였다. 

## 현존하는 사본
1574년을 끝으로 올라우스의 원본을 언급하는 기록은 보이지 않게 되었고 당대에 거의 잊혀졌다. 아마도 당시 인쇄된 사본의 수 자체가 너무 적었던데다 교황 바오로 3세가 10년의 "저작권"을 주장했기 때문일 것이다. 이때문에 후대에는 지도의 존재 자체가 의문시 되었다.
1886년 오스카 브레너가 뮌헨의 도서관에서 사본을 발견했다. 이 사본은 오늘날 바이에른 국립도서관에 보관되어 있다. 1961년 스위스에서 또 다른 사본이 발견되었으며 이듬해 스웨덴의 웁살라 대학교 도서관으로 옮겨졌고, 2007년 웁살라 대학교 도서관의 본관인 카롤리나 레디비바에 보관하고 있다. 두 사본의 내용은 서로 작은 차이를 보인다.

## 적용
1572년 프랑스의 인그레이빙 작가 앙투안 라프레리가 로마에서 이 지도를 축소한 사본을 제작하였다. 라프레리의 지도는 현재의 웁살라 사본과 유사하다.

## 같이 보기
- 1516년 마르틴 발트제뮐러는 같은 제목으로 세계 지도를 만들었다.

## 참고 문헌
- (in Swedish)  " Geografiens och de geografiska upptäckternas historia / Geography and The Geographical Voyager 's history "(1899)
- "Carta marina et descriptio : the commentary by Olaus Magnus to Map of the Scandinavian countries 1539", Provisional ed. (1988)

### '뮌헨' 사본의 디지털 이미지
- Magnus, Olaus (1539). “Carta Marina Et Descriptio Septemtrionalium Terrarum Ac Mirabilium Rerum In Eis Contentarum Diligentissime Elaborata Anno Dni 1539”. 《Münchener Digitalsierungszentrum - Digitale Sammlungen》. Bayerische Staatsbibliothek. 2017년 11월 16일에 확인함.

### '웁살라'사본의 디지털 이미지
- Magnus, Olaus (1539). “Carta Marina et descriptio septemtrionalium terrarum : ac mirabilium rerum in eis contentarum diligentissime elaborata anno dni 1539”. 《Alvin-portal.org. Plattform för digitala samlingar och digitaliserat kulturarv》. Alvin konsoritium (universitetsbiblioteken i Uppsala, Lund och Göteborg). 2017년 11월 16일에 확인함.
- " University of Minnesota Carta Marina " - 색상을 복원한 이미지

### 수정 및 개작의 디지털 사본
- Lafreri, Anton (1572). “Carta marina, adaptation from 1572, colored afterwards”. 《LIBRIS – nationella bibliotekssystem》. Kungliga biblioteket. 2017년 11월 16일에 확인함.
- Carta Marina, Lafreris edition 1572 at the World Digital Library ( Antoine Lafréry 's ( 1512-1577 ) edition from 1572 - 스톡홀름 스웨덴 왕립도서관에서 디지털화한 사본. 추후 착색함.